# Saint-Florentin (tổng)
Tổng Saint-Florentin là một tổng của Tỉnh của Yonne.
Cuộc cải cách các tổng năm 1926 không ảnh hưởng đến tổng Saint-Florentin.

## Phân chia hành chính
Tổng Saint-Florentin được chia thành 5 xã:
- Chéu;
- Germigny;
- Jaulges;
- Saint-Florentin;
- Vergigny.